# Griseargiolestes intermedius
Griseargiolestes intermedius – gatunek ważki z rodziny Argiolestidae.
Ważka ta jest endemitem Alp Australijskich, gdzie rozmnaża się w bagnach.